# Savvidi Cup
Der Savvidi Cup (russisch Международный турнир на приз Почётного президента ФБС ЮФО И.И. Саввиди Meschdunarodny turnir na pris Potschotnowo presidenta FBS JuFO I. I. Sawwidi; deutsch Internationales Turnier um den Preis des Ehrenpräsidenten der PBS SFD I. I. Sawwidi) ist ein Billardturnier in Rostow am Don (Russland), das seit 2012 jährlich ausgetragen wird.
Das in der Disziplin Kombinierte Pyramide gespielte Turnier ist das am höchsten dotierte Turnier im Russischen Billard.
Rekordsieger ist mit drei Titeln der Kirgise Dastan Lepschakow.

## Geschichte
Erstmals ausgetragen wurde das nach Iwan Sawwidi, dem Ehrenpräsidenten des südrussischen Billardverbands, benannte Turnier im Dezember 2012. Sieger wurde der Ukrainer Pawlo Radionow. Nachdem die ersten fünf Ausgaben von fünf verschiedenen Spielern gewonnen wurden, sicherte sich der Kirgise Dastan Lepschakow von 2016 bis 2018 dreimal in Folge den Titel.
Bei den ersten beiden Austragungen wurde zunächst im Doppel-K.-o.-System und ab dem Achtelfinale im K.-o.-System gespielt, wobei acht eingeladene Spieler in der Runde der letzten 16 gesetzt waren. Seit 2014 treten alle Teilnehmer von Beginn an im K.-o.-Modus gegeneinander an. Gespielt wird die Disziplin Kombinierte Pyramide, jedoch mit leicht abgewandelten Regeln. So darf etwa nach dem Versenken des Spielballs der Gegner entscheiden, welcher Ball vom Tisch genommen wird, wohingegen dies nach den offiziellen Regeln der Spieler selbst auswählen darf.

## Preisgeld
Der Savvidi Cup ist das am höchsten dotierte Turnier im Russischen Billard. Bei der ersten Austragung erhielt der Sieger 250.000 Russische Rubel und damit knapp weniger als beim Kremlin Cup. In den folgenden Jahren wurde das Preisgeld stark erhöht. 2016 erhielt der Sieger erstmals über eine Million Rubel.
| Jahr | Sieger        | Gesamt        |
| ---- | ------------- | ------------- |
| 2012 | 250.000 RUB   | 1.000.000 RUB |
| 2013 | 300.000 RUB   | 1.600.000 RUB |
| 2014 | 600.000 RUB   | 3.000.000 RUB |
| 2015 | 800.000 RUB   | 4.000.000 RUB |
| 2016 | 1.200.000 RUB | 5.000.000 RUB |
| 2017 | 1.500.000 RUB | 6.000.000 RUB |
| 2018 | 1.600.000 RUB | 7.000.000 RUB |
| 2019 | nicht bekannt | nicht bekannt |

## Die Turniere im Überblick
| Jahr | Sieger              | Ergebnis | Finalist          | Halbfinalisten 1     |
| ---- | ------------------- | -------- | ----------------- | -------------------- |
| 2012 | Pawlo Radionow      | 7:4      | Wolodymyr Perkun  | Oleksandr Palamar    |
| 2012 | Pawlo Radionow      | 7:4      | Wolodymyr Perkun  | Vijay Drangoy        |
| 2013 | Sergei Bagirow      | 7:1      | Jewhen Talow      | Jaroslaw Tarnowezkyj |
| 2013 | Sergei Bagirow      | 7:1      | Jewhen Talow      | Pawel Kusmin         |
| 2014 | Gleb Waschtschenkow | 6:2      | Oleksandr Palamar | Iossif Abramow       |
| 2014 | Gleb Waschtschenkow | 6:2      | Oleksandr Palamar | Nikita Liwada        |
| 2015 | Artur Piwtschenko   | 6:1      | Oleksandr Palamar | Nikita Liwada        |
| 2015 | Artur Piwtschenko   | 6:1      | Oleksandr Palamar | Dmitri Storoschenko  |
| 2016 | Dastan Lepschakow   | 6:5      | Dmitri Schkoda    | Jaroslaw Tarnowezkyj |
| 2016 | Dastan Lepschakow   | 6:5      | Dmitri Schkoda    | Aleksandr Sidorov    |
| 2017 | Dastan Lepschakow   | 6:2      | Aleksandr Sidorov | Nodirbek Mirzayev    |
| 2017 | Dastan Lepschakow   | 6:2      | Aleksandr Sidorov | Dmytro Biloserow     |
| 2018 | Dastan Lepschakow   | 5:2      | Iossif Abramow    | Nodirbek Mirzayev    |
| 2018 | Dastan Lepschakow   | 5:2      | Iossif Abramow    | Wolodymyr Perkun     |
| 2019 | Serghei Krîjanovski | 5:3      | Asis Madaminow    | Nodirbek Mirzayev    |
| 2019 | Serghei Krîjanovski | 5:3      | Asis Madaminow    | Aleksandr Sidorov    |

## Rangliste der Sieger
| Platz | Spieler             | Gold | Silber | Bronze |
| ----- | ------------------- | ---- | ------ | ------ |
| 1     | Dastan Lepschakow   | 3    | 0      | 0      |
| 2     | Pawlo Radionow      | 1    | 0      | 0      |
| 2     | Sergei Bagirow      | 1    | 0      | 0      |
| 2     | Gleb Waschtschenkow | 1    | 0      | 0      |
| 2     | Artur Piwtschenko   | 1    | 0      | 0      |
| 2     | Serghei Krîjanovski | 1    | 0      | 0      |